# 野原休一
野原 休一（のはら きゅういち、明治4年11月10日（1871年12月21日） 長府（現下関市） - 昭和23年（1948年）6月29日 下関）は、（旧制）中学の物理化学の教師でエスペランティスト。東京高等師範学校を出て、長く山口県立豊浦中学校に勤めた。
1906年の日本エスペラント協会(JEA)設立時からの会員であり、日本古典、漢籍や仏典を精力的にエスペラントに翻訳した。1939年にはエスペラント界の賞である小坂賞の第1回を日本書紀のエスペラント訳を機に受賞した。なお、キリスト教徒であった。

## 著作
訳は全てエスペラントへの翻訳。
- Kroniko Japana （1935年～1939年、全5巻、日本書紀の訳）
- ZinnooSjootooKi （神皇正統記の訳）
- Hoodjooki （方丈記の訳）
- Granda Lernado kaj Doktrino de Mezeco （1932年、大学・中庸の訳）
- Konstantaĵo de Fila Pieco（1933年、孝経の訳）
- La Sukhavativjuho （仏説阿弥陀経のサンスクリットからの訳、三蔵法師の漢訳付き）
- La Samanta-Mukha Parivarta （法華経普門品の訳）
- La Parabolo de la Urbo Magie Farita （法華経化城喩品の訳）

## 外部サイト
- さくら文庫・野原訳の日本書紀エスペラント訳第1巻
- さくら文庫・野原訳の日本書紀エスペラント訳第2巻